# Horovce (okres Púchov)
Horovce (maďarsky Horóc) jsou obec na Slovensku v okrese Púchov. Žije zde 840 obyvatel.

## Dějiny
Obec Horovce patří k nejstarším v širokém okolí. Vzpomíná se již v roce 1259 pod názvem Villa Gourc. Je pravděpodobné, že vznik obce se váže k tzv. zemanské kolonizaci ve 13. století, do období po vpádu Tatarů.

## Památky v obci
Kromě moderního Domu smutku se v obci nacházejí i stavby, které mají velkou historickou, případně i náboženskou nebo kulturní hodnotu – Kostel Nejsvětější trojice, kaple, zámeček a krypta.
- Kostel Nejsvětější trojice je římskokatolický kostel, jehož datum vzniku není znám. Původně renesanční, restaurací prošel v roce 1627. V 18. století byl rozšířen o presbytář a byl upraven v barokním slohu. V roce 1969 byly prostory kostela rozšířeny na jižní straně.
- Zámeček pochází z roku 1594 (i když základ sahá až do roku 1312). Původně renesanční a dvoupodlažní budova obdélníkového trojtraktového půdorysu, s nárožními arkýři na druhém podlaží. V přízemí jsou z ústředního vestibulu, zaklenuté valenou klenbou s lunetami, přístupné jednotlivé místnosti. Při nástavbě třetího podlaží přestavěli původní schodiště na dvouramenné. Nad hlavním vchodem renesanční deska s erby a letopočtem vztahujícím se ke stavbě. Kolem zámečku je rozsáhlý anglický park.